# Afrikaans

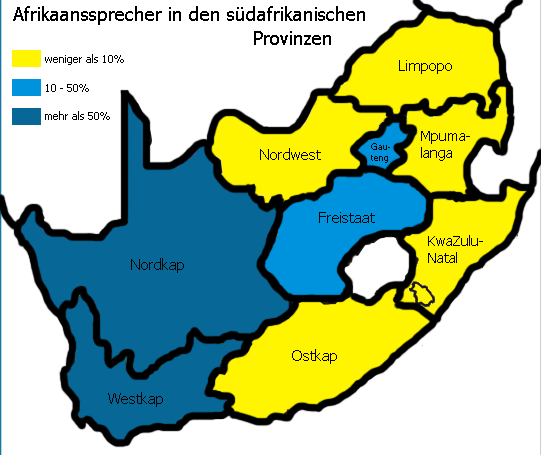
Afrikaanstalande efter provins: under 10 %, 10–50 % och över 50 %

Afrikaans är ett västgermanskt språk som talas främst av de vita afrikanderna och de färgade i Sydafrika och Namibia. Afrikanderna härstammar från invandrare som främst kom från Nederländerna under 1600-talet. Språket afrikaans bygger därför i grunden på nederländska och utmärks bland annat av delvis förenklad grammatik och ett flertal iögonfallande språklån från bland annat malajiska, bantuspråk, khoisan och portugisiska. Ordförrådet överensstämmer dock till mer än 96 procent med nederländskans, även om vissa förskjutningar i stavning och betydelse har skett. Tidigare kallades afrikaans på engelska ofta Cape Dutch eftersom boerna ursprungligen bodde endast i Kapprovinsen. Mer skämtsamt kallades språket också baby Dutch.
Afrikaans skrevs under en period på 1800-talet med arabisk skrift bland malajerna som levde främst i Kapstaden, som ett religiöst språk.
Flera framstående och internationellt kända författare skriver på afrikaans, till exempel André Brink, Breyten Breytenbach, Etienne Leroux, Marlene van Niekerk, Karel Schoeman och Etienne van Heerden. Den första roman som översattes direkt från afrikaans till svenska var Magersfontein, O Magersfontein av Etienne Leroux (2007).

## Klassificering
- Indoeuropeiska språk
  - Germanska språk
    - Västgermanska språk
      - Lågtyska-nederländska språk
        - Nederländska språk
          - Afrikaans (språkkod af)
          - Flamländska
          - Nederländska

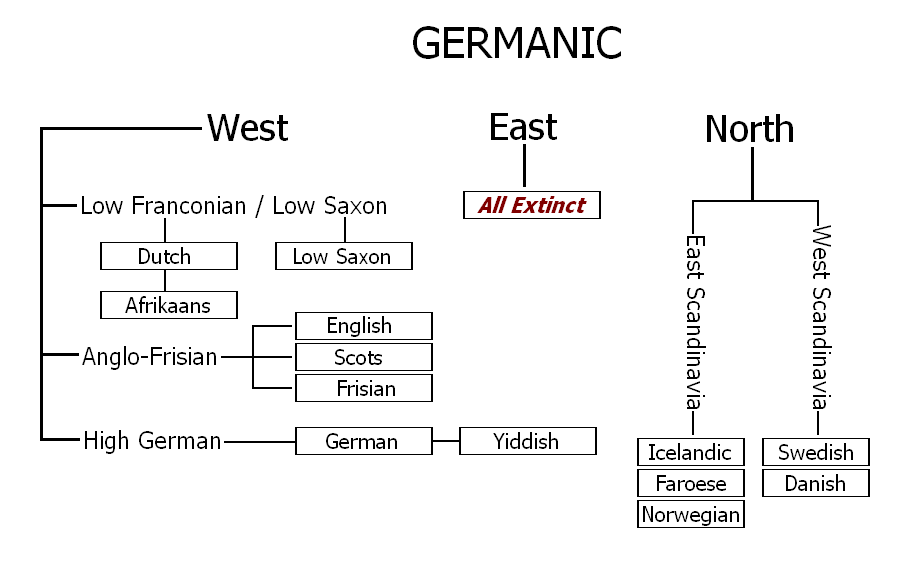
Ett förenklat språkträd över de germanska språken.

Afrikaans tillhör sin egen subgrupp av de västgermanska språken. Dess närmaste språksläkting är det ömsesidigt begripliga moderspråket, nederländska. Andra västgermanska språk i släktskap med afrikaans är tyska, engelska, frisiska och de icke-standardiserade språken lågtyska och jiddisch. 

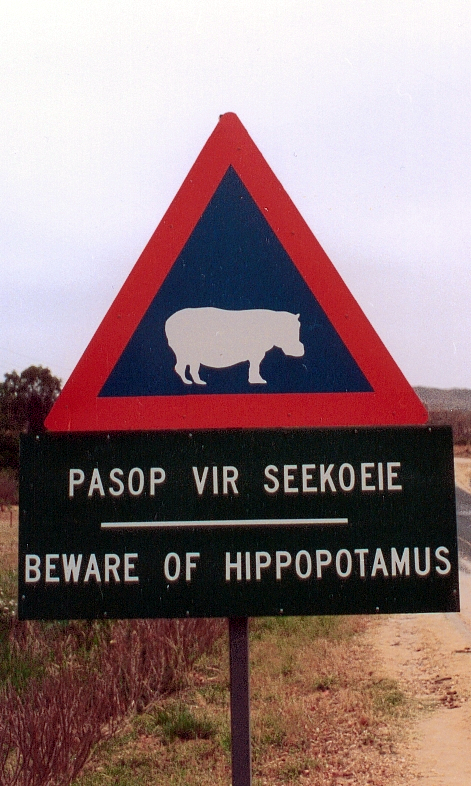
Tvåspråkig skylt på afrikaans och engelska. Texten lyder "Se upp för flodhästar."

### Afrikaans och nederländska
Uppskattningsvis 90 till 95 procent av afrikaans ordförråd härrör från nederländskan, och det existerar endast ett fåtal lexikaliska skillnader mellan de två språken. Afrikaans har en betydligt mer regelbunden morfologi, grammatik och stavning. Det råder en viss grad av ömsesidig begriplighet språken emellan, framförallt i skriftlig form.
Afrikaans har dock erhållit en del lexikala och syntaktiska lån från ett flertal andra språk såsom malajiska språk, khoisanspråken, portugisiska och bantuspråken, samtidigt som afrikaans påverkats påtagligt även av sydafrikansk engelska. Talare av nederländska konfronteras av färre icke-kognater när man lyssnar på afrikaans än när en talare av afrikaans lyssnar på nederländska. Den ömsesidiga förståelsen tenderar således att vara något asymmetrisk då det är lättare för talare av nederländska att förstå afrikaans än för en talare av afrikaans att förstå nederländska.
Överlag så kan det ändå sägas att den ömsesidiga förståelsen mellan nederländska och afrikaans är bättre än den mellan nederländska och västfrisiska eller den mellan danska och svenska. Den sydafrikanske poeten och författaren Breyten Breytenbach sade i försök att beskriva distinktionen att skillnaden mellan standardnederländska och afrikaans kan jämföras med den mellan två dialekter.

## Historia

### Ursprung
Afrikaans uppstod i området kring nederländska Kapkolonin genom en gradvis avvikelse från de europeiska nederländska dialekterna under 1700-talet. Så tidigt som vid mitten av 1700-talet tills så nyligen som vid mitten av 1900-talet kallades afrikaans i standardnederländskan för köksspråket (afrikaans: kombuistaal) vilket visade på den bristande prestigen som språket hade och även inom utbildningsväsendet i Afrika. Andra namn för det nederländska språket som talades i Kapkolonin var Kaaps Hollands (Kap-holländska) och andra mer nedsättande termer innefattade geradbraakt, gebroken och onbeschaafd Hollands (stympad/bruten/ociviliserad holländska) precis som verkeerd Nederlands (inkorrekt nederländska).
Hans den Besten skriver att modern afrikaans kan härledas från två källor:
- Nederländskan som talades i kapkolonin, direkttransplantation av europeisk nederländska till Sydafrika
- Hottentott-holländska, ett pidginspråk med ursprung i det blandspråk som uppstod mellan de nederländska kolonisatörerna och Khoikhoi-folket.

Med detta synsätt kan det således sägas att afrikaans varken är ett kreolspråk eller en direkt ättling till den europeiska nederländskan, utan en fusion av dessa tungomål. 

### Utveckling

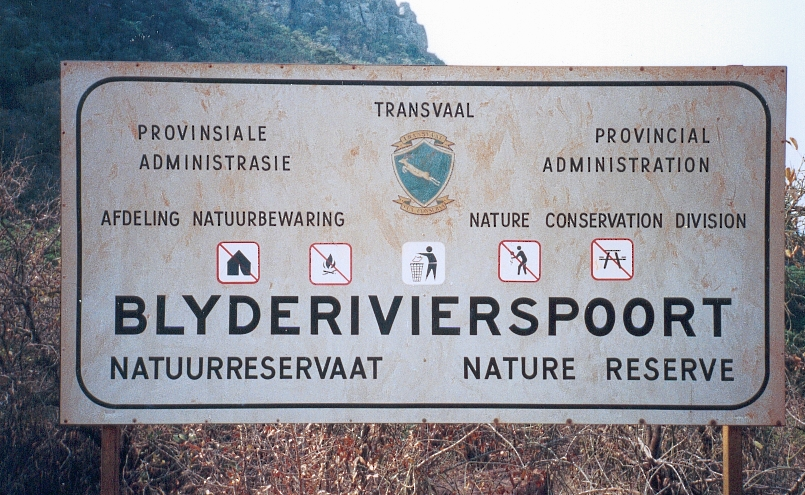
Tvåspråkig skylt (Afrikaans/Engelska) vid Blyde River Canyon.

Afrikaans kan härledas till en grupp av nederländare som slog sig ner vid Godahoppsudden år 1652. Denna minikoloni fungerade som en proviantstation för de skepp som seglade förbi på sin väg till Ostindien. Dessa nederländare talade diverse dialekter med varandra med ett huvudtryck på tungomålet från Zuid-Holland. Under loppet av en kort tid utvecklade sig afrikaans kraftigt, och redan under mitten av 1700-talet var afrikaans att se som ett självständigt språk.

### Språkutvecklingen

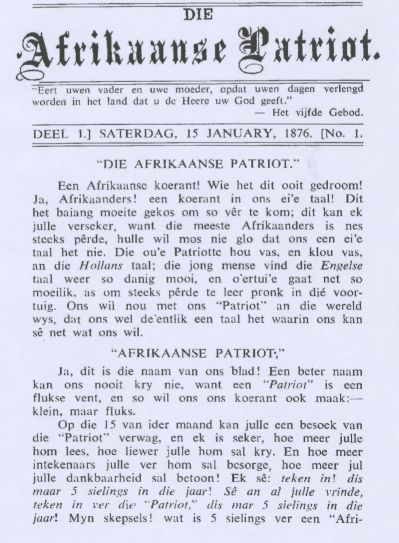
Första utgivningen av Die Afrikaanse Patriot, den första afrikaans-språkiga tidningen.

Ännu idag har forskare inte kunnat enas om vad som är grunden till den väldiga språkutveckling som på kort tid påverkade afrikaans. Några kallar språket för avancerad kreol, och menar att den nederländska minoriteten var tvungen att anpassa sig efter en mångspråkig befolkning som vid tiden bestod av handelsmän och slavar. Denna teori bygger på den snabba förenklingen av nederländska som resulterade i ett pidgin-lingua-franca, som användes som det enda gemensamma språket som talades av invånarna i Kapkolonin – nederländare, malajer, portugiser, hottentotter och franska hugenotter. Andra experter, speciellt bland afrikander, menar att afrikaans är nederländska som genomgått en helt naturlig utveckling och hänvisar likaså till hur engelskan förändrats under tidigare århundraden. Detta är dock ett osäkert argument då nederländska utvecklade sig till afrikaans under loppet av några få generationer. 
I vilket fall är det säkert att afrikaans förutom vissa ordlån inte har påverkats nämnvärt av de andra inhemska afrikanska språken.

### Utveckling till statsspråk
År 1806 övergick kapkolonin i brittisk ägo, och framöver stod afrikaans därför i ständig konkurrens till det engelska språket, som vid den tiden innehade en tydligt högre status. Kontakten med engelskan ledde till ett flertal lån i flera språkområden. 
1875 grundades föreningen Genootskap van Regte Afrikaners (afrikaans för gemenskap för äkta afrikander) i Paarl. Det var då arbetet för ett erkännande av afrikaans som eget självständigt språk påbörjades. Afrikaans sågs fortfarande under 1800-talet som en dialekt av nederländskan. Detta blev i huvudsak ett motstånd mot engelsmännen men också mot de mer konservativa afrikanderna som dominerade inom kyrkan. Föreningen utgav 1876 den första afrikaans-språkiga tidskriften Die Afrikaanse Patriot. Föreningen arbetade även med ordböcker och gav ut de första böckerna på afrikaans. Tanken om afrikaans som ett eget språk började sprida sig, och 1901 skrev tysken Heinrich Meyer-Benfey om språket. 5 maj 1925 avskaffades nederländska som officiellt statsspråk och ersattes då med afrikaans som tillsammans med engelskan erkändes som officiella myndighetsspråk i hela den Sydafrikanska unionen. 1933 översattes bibeln till afrikaans. 

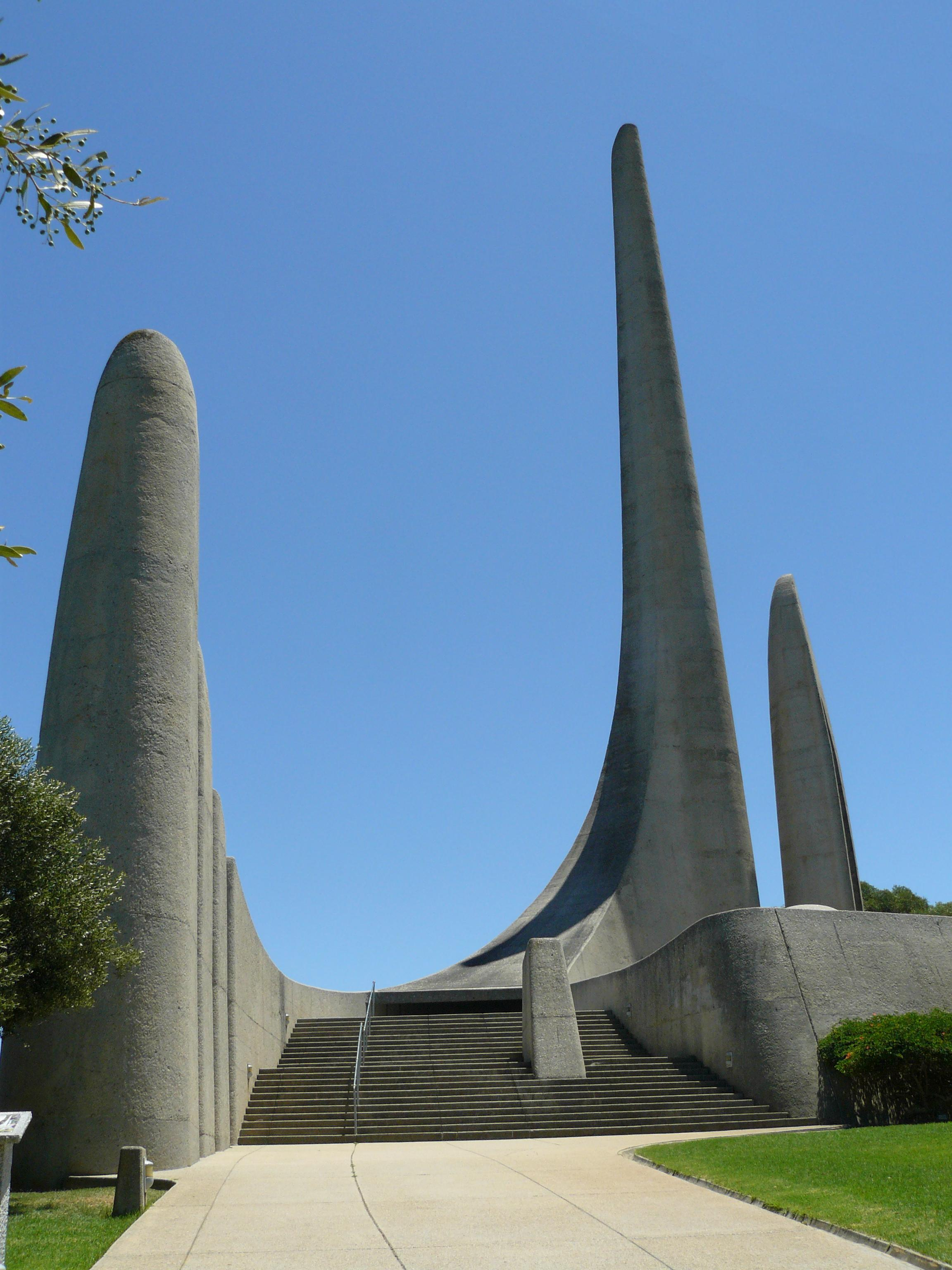
Afrikaanse Taalmonument i Paarl.

1975 uppförde den sydafrikanska regeringen Afrikaanse Taalmonument i Paarl, där Genootskap grundats och cirka 50 kilometer norr om Kapstaden. Minnesmonumentet ska representera betydelsen av afrikaans. (taal är det afrikaanska och nederländska ordet för språk.)

### Status under senare år
År 1976 infördes att afrikaans, tillsammans med engelska, blev de enda tillåtna undervisningsspråken för den svarta befolkningen, även för dem som ej hade språket som modersmål. Som reaktion till det uppstod kravaller som kom att kallas skolupproren i Soweto, den 16 juni 1976. Afrikaans hade under apartheid en mycket stark ställning och fick starkt stöd från staten. Efter apartheids fall fick Sydafrika en mängd officiella språk, och afrikaans blev ett av dem.  
Sedan början av 1990-talet finns det för första gången någonsin fler icke-vita talare av afrikaans än vita.

## Språkgeografi
| Land              | Antal talare | Andel   | År   | Referens |
| ----------------- | ------------ | ------- | ---- | -------- |
| Australien        | 43 741       | 0,26%   | 2016 | [ 20 ]   |
| Botswana          | 8 082        | 0,39 %  | 2011 | [ 20 ]   |
| England och Wales | 11 247       | 0,021 % | 2011 | [ 21 ]   |
| Mauritius         | 36           | 0,002 % | 2011 | [ 20 ]   |
| Namibia           | 219 760      | 10,4 %  | 2011 | [ 20 ]   |
| Nya Zeeland       | 21 123       | 0,52 %  | 2006 | [ 20 ]   |
| Sydafrika         | 6 855 082    | 13,5 %  | 2011 | [ 20 ]   |
| USA               | 28 406       | 0,01 %  | 2016 | [ 22 ]   |
| Totalt            | 7 187 477    |         |      |          |

Den geografiska distributionen av afrikaans i Sydafrika: procentuell andel av befolkningen som talar afrikaans hemma.
0–20 %
20–40 %
40–60 %
60–80 %
80–100 %

Afrikaans talas huvudsakligen i Sydafrika och Namibia samt av mindre grupper i närliggande sydafrikanska stater. Efter andra boerkriget uppstod en ny gemenskap av afrikaanstalande grupper i Patagonien efter att 600 familjer utvandrat för att undkomma förföljelser i Sydafrika. Dessa grupper emigrerade huvudsakligen till Sarmiento  i Chubut.
I Sydafrika är afrikaans modersmål för cirka 13,5 procent av befolkningen. Således är afrikaans det tredje största av de elva talade officiella språken. Sedan mitten av 1980-talet talas afrikaans av en icke-vit majoritet varav 50,2 procent färgade, 39,5 procent vita, 8,8 procent svarta, 0,9 procent asiatiska och 0,6 procent övriga. Enligt 2007 års Community Survey uppskattas nu att det finns cirka 6,44 miljoner afrikaans-språkiga modersmålstalare (vita: 2,76 miljoner - inklusive Namibia, färgade: 3,44 miljoner - inklusive Namibia, svarta: 0,24 miljoner (exklusive Namibia), indier: färre än 10 000).
Afrikaans talas av några hundratusen invånare i Namibia, där det även har en väletablerad funktion som lingua franca mellan de olika etniska grupperna. Det talas vidare bland mindre grupper invånare i Australien, Botswana, Kanada, Lesotho, Malawi, Nya Zeeland, Mauritius, Zambia och Zimbabwe. Språket brukar uppdelas i huvuddialekterna västra kap, Oranjefloden respektive östra kap. Förutom de som talar afrikaans som modersmål förstås språket av miljontals människor ytterligare i Sydafrika och Namibia.

## Morfologi

### Substantiv
Substantiv i afrikaans har inget flekterande kasussystem, och har inget grammatiskt genus. Dock finns det, liksom i andra germanska språk, en distinktion mellan singular- och pluralformerna hos substantiven. Den vanligaste markeringen på plural är suffixet -e, men flera vanliga substantivs ändelse i plural är -s. Ett antal vanliga substantiv har oregelbundna ändelser: 
| engelska        | afrikaans             | nederländska   | svenska           |
| --------------- | --------------------- | -------------- | ----------------- |
| child, children | kind, kinders         | kind, kinderen | barn, barn        |
| woman, women    | vrou, vroue (vrouens) | vrouw, vrouwen | kvinna, kvinnor   |
| shirt, shirts   | hemp, hemde           | hemd, hemden   | skjorta, skjortor |

Inget grammatiskt kasus existerar för substantiv, adjektiv och artiklar. 
| Bestämd artikel | Bestämd artikel | Bestämd artikel | Obestämd artikel | Obestämd artikel | Obestämd artikel |
| engelska        | afrikaans       | nederländska    | engelska         | afrikaans        | nederländska     |
| the             | die             | de/het          | a(n)             | 'n               | een/'n           |

### Adjektiv
Adjektiv kan ifall de företräder ett substantiv böjas. Som en generell regel så böjs flerstaviga attributadjektiv. Enstaviga attributadjektiv behöver dock inte böjas, vilket huvudsakligen beror på ett antal tämligen komplexa fonologiska regler. När ett adjektiv böjs så tar adjektivet vanligen ändelsen -e och ett antal morfologiska förändringar kan uppstå. Till exempel, när ändelsen t efterföljs av ett /x/-ljud försvinner adjektivet ej utan böjs som reg (nederländska: recht), men vid böjning blir det (regte). Ett liknande fenomen appliceras på apokope i t efter /s/. Till exempel, adjektivet vas blir vaste vid flexion. Omvänt, adjektivändelser på -d (uttalat /t/) or g (uttalat /x/) som följs av en lång vokal eller diftong mister -d och -g vid flexion. För exempel, se: 
| Predikativ | Gloss | Attributiv |
| ---------- | ----- | ---------- |
| goed       | good  | goeie      |
| laag       | low   | lae        |
| hoog       | high  | hoë        |

I vissa extraordinära exempel så tillförs också en ytterligare markering efter synkope på en intervokalisk konsonant. Exempelvis, 
oud (gammal) – ou (när det företräder ett substantiv)
Brett talat, liknande morfologiska förändringar kan appliceras på flekterande adjektiv vid bildandet av plural på substantiv. Således blir pluralformen av vraag (fråga) till vrae (frågor).

### Pronomen
Rester av kasus kan återfinnas bland pronomina: 
| Subjektsform | Subjektsform | Subjektsform | Subjektsform    | Objektsform  | Objektsform  | Objektsform | Objektsform         |
| afrikaans    | nederländska | engelska     | svenska         | afrikaans    | nederländska | engelska    | svenska             |
| ek           | ik           | I            | jag             | my           | mij/me       | me          | mig                 |
| jy/u         | jij/U        | you (sing.)  | du              | jou/u        | jou/U        | you (sing.) | dig                 |
| hy/sy/dit    | hij/zij/het  | he/she/it    | han/hon/den/det | hom/haar/dit | hem/haar/het | him/her/it  | honom/henne/den/det |
| ons          | wij          | we           | vi              | ons          | ons          | us          | oss                 |
| julle        | jullie       | you (plur.)  | ni              | julle        | jullie       | you (plur.) | er                  |
| hulle        | zij*         | they         | de              | hulle        | hen          | them        | dem                 |

*Notera att hullie och zullie används istället för zij (subjekt, tredje person plural) i flertalet nederländska dialekter. 
Det existerar således inte någon kasusförändring för ons, julle, och hulle. Dessutom existerar det ofta ingen större distinktion mellan objektspronomen och possessiva pronomen när de används innan ett substantiv. Se exempel: 
my – min,
ons – vår (den alternativa formen onse anses idag vara ålderdomlig)
Ett undantag till tidigare regel är tredje person singular där afrikaans tydligt skiljer mellan hom (honom) och sy (hans). Likaså åtskiljs neutrum dit (den/det) från det possessiva sy (dess). För tredje person plural där hulle kan också betyda deras, en variant hul används också frekvent till att betyda deras för att på så sätt kunna skilja på deras och de/dem. Liknande, julle (din) har en possessiv variant jul.

### Verb
I afrikaans grammatik existerar inte någon skillnad mellan infinitiv- och presensformerna av verb med två undantag, verben 'att vara' och 'att ha':
| infinitiv | presens | nederländska | engelska | tyska          | svenska   |
| --------- | ------- | ------------ | -------- | -------------- | --------- |
| wees      | is      | zijn (wezen) | be       | sein (gewesen) | vara      |
| hê        | het     | hebben       | have     | haben          | ha (hava) |

Dessutom konjugeras inte verb efter subjektet. Till exempel, 
| afrikaans    | nederländska   | engelska        | tyska            | svenska        |
| ------------ | -------------- | --------------- | ---------------- | -------------- |
| ek is        | ik ben         | I am            | ich bin          | jag är         |
| jy/u is      | jij/u bent     | you are (sing.) | du bist/Sie sind | du är          |
| hy/sy/dit is | hij/zij/het is | he/she/it is    | er/sie/es ist    | han/hon/det är |
| ons is       | wij zijn       | we are          | wir sind         | vi är          |
| julle is     | jullie zijn    | you are (plur.) | ihr seid         | ni är          |
| hulle is     | zij zijn       | they are        | sie sind         | de är          |

Endast en handfull av verb i afrikaans har en preteritumform, nämligen wees (att vara), de modala hjälpverben och verbet dink (att tänka). Preteritumformen mag (kunde) är ovanlig i nutida afrikaans. 
| afrikaans | afrikaans | nederländska | nederländska | engelska | engelska   | tyska     | tyska      | svenska    | svenska    |
| present   | past      | present      | past         | present  | past       | present   | past       | present    | past       |
| --------- | --------- | ------------ | ------------ | -------- | ---------- | --------- | ---------- | ---------- | ---------- |
| ek is     | ek was    | ik ben       | ik was       | I am     | I was      | ich bin   | ich war    | jag är     | jag var    |
| ek kan    | ek kon    | ik kan       | ik kon       | I can    | I could    | ich kann  | ich konnte | jag kan    | jag kunde  |
| ek moet   | ek moes   | ik moet      | ik moest     | I must   | (I had to) | ich muss  | ich musste | jag måste  | jag måste  |
| ek wil    | ek wou    | ik wil       | ik wilde/wou | I will   | I would    | ich will  | ich wollte | jag vill   | jag ville  |
| ek sal    | ek sou    | ik zal       | ik zou       | I shall  | I should   | ich werde | ich wurde  | jag ska    | jag skulle |
| ek mag    | (ek mog)  | ik mag       | ik mocht     | I may    | I might    | ich mag   | ich mochte | jag må     | jag måtte  |
| ek dink   | ek dog    | ik denk      | ik dacht     | I think  | I thought  | ich denke | ich dachte | jag tänker | jag tänkte |

Alla andra verb använder sig endast av perfekt (he + perfekt particip). Således finnes det i afrikaans ingen distinktion mellan jag drack och jag har druckit. Detta kan jämföras med vardaglig tyska när preteritum ofta ersätts med perfekt. 
| afrikaans      | nederländska     | engelska     | tyska              | svenska         |
| -------------- | ---------------- | ------------ | ------------------ | --------------- |
| ek het gedrink | ik dronk         | I drank      | ich trank          | jag drack       |
| ek het gedrink | ik heb gedronken | I have drunk | ich habe getrunken | jag har druckit |

När man berättar en längre historia brukar talare av afrikaans undvika perfekt och helt enkelt använda sig av presens eller historiskt presens istället. 
Ett särskilt karaktärsdrag inom afrikaans är dess användande av dubbel negativa; som inom afrikaans klassificeras som ontkennende vorm och detta är något som saknas inom de andra västgermanska standardspråken. Exempel,   
afrikaans: Hy kan nie Afrikaans praat nie* (bokstavligt: Han kan inte prata afrikaans inte)
nederländska: Hij spreekt geen Afrikaans. / nederländska: Hij kan geen Afrikaans praten.
English: He speaks no Afrikaans. / He can not speak Afrikaans. / He can't speak Afrikaans.
tyska: Er spricht kein Afrikaans.
svenska: Han pratar ingen afrikaans. / svenska: Han kan inte prata afrikaans.
Såväl franska som san har föreslagits vara ursprunget till användandet till dubbel negativa i afrikaans. Även om viss typ av dubbel negativa går att finnas i vissa nederländska dialekter i Västflandern eller i Gelderland tar den sig i en annan form som ej går att finna i afrikaans. Se exempel: 
afrikaans: Ek wil dit nie doen nie. (bokstavligt: Jag vill inte göra detta inte.)
nederländska: Ik wil dit niet doen.
English: I do not want to do this.
tyska: Ich will dies nicht tun.
svenska: Jag vill inte göra detta.
Konstruktionen bakom dubbel negativa har blivit fullt grammatikaliserad i standardafrikaans och dess korrekta användning följer ett par tämligen komplexa regler visandes nedan: 
| afrikaans                                             | nederländska (bokstavligt översatt)              | Mer korrekt nederländska                         | engelska                                   | svenska                                     |
| ----------------------------------------------------- | ------------------------------------------------ | ------------------------------------------------ | ------------------------------------------ | ------------------------------------------- |
| Ek het nie geweet dat hy sou kom nie.                 | Ik heb niet geweten dat hij zou komen.           | Ik wist niet dat hij zou komen.                  | I did not know that he would come.         | Jag visste inte att han skulle komma        |
| Ek het geweet dat hy nie sou kom nie.                 | Ik heb geweten dat hij niet zou komen.           | Ik wist dat hij niet zou komen.                  | I knew (did know) that he would not come.  | Jag visste att han inte skulle komma        |
| Ek het nie geweet dat hy nie sou kom nie.             | Ik heb niet geweten dat hij niet zou komen.      | Ik wist niet dat hij niet zou komen.             | I did not know that he would not come.     | Jag visste inte att han inte skulle komma   |
| Hy sal nie kom nie, want hy is siek.                  | Hij zal niet komen, want hij is ziek.            | Hij komt niet, want hij is ziek.                 | He will not come, as he is sick.           | Han kommer inte komma då han är sjuk        |
| Dis (Dit is) nie so moeilik om Afrikaans te leer nie. | Het is niet zo moeilijk (om) Afrikaans te leren. | Het is niet zo moeilijk (om) Afrikaans te leren. | It is not so difficult to learn Afrikaans. | Det är inte så svårt att lära sig afrikaans |

Vissa ord inom afrikaans har uppstått på grund av grammatiken. Till exempel, moet nie vilket bokstavligen betyder måste inte vanligen blir moenie; även om man inte behöver skriva eller säga på ett sådant sätt använder majoriteten av afrikaansspråkiga människor den sammansatta varianten. Jämför med engelskans do not som blir don't. 
Det nederländska ordet het ("det") svarar inte på het på afrikaans. De nederländska orden som svarar på afrikaans het är heb, hebt, heeft och hebben.
| afrikaans | nederländska             | engelska  | tyska                        | svenska           |
| --------- | ------------------------ | --------- | ---------------------------- | ----------------- |
| het       | heb, hebt, heeft, hebben | have, has | habe, hast, hat, habt, haben | ha                |
| die       | de, het                  | the       | die, der, das, den, dem      | ändelsen -en, -et |
| dit       | het                      | it        | es                           | den, det          |

## Fonologi

### Vokaler
|             | främre  | främre | främre | främre  | central | central | bakre | bakre |
| orundad     | orundad | rundad | rundad | orundad | orundad |         | bakre | bakre |
| kort        | lång    | kort   | lång   | kort    | lång    | kort    | lång  |       |
| ----------- | ------- | ------ | ------ | ------- | ------- | ------- | ----- | ----- |
| sluten      | i       | (i)    | y      |         |         |         | u     | (u)   |
| mellanvokal | ɛ̝       | ɛ̝      | œ      | (œ:)    | ə       | (əː)    | ɔ̝     | (ɔ̝)   |
| nära-öppen  | (æ)     | (æː)   |        |         |         |         |       |       |
| öppen       | a       |        |        |         |         |         |       | ɑː    |

- Som fonem förekommer /iː/ och /uː/ endast i orden spieël /spiːl/ 'spegel' och koeël /kuːl/ 'gevärskula', vilket brukade uttalas med sekvenserna /i.ə/ respektive /u.ə/. I andra fall förekommer iː och uː som allofonerna /i/ och /u/ när de uppstår innan /r/.[29]
- /y/ är en fonetiskt lång yː innan /r/.[30]
- /əː/ betonas alltid och förekommer endast i ordet wîe 'kil, trekant'.[31]
- Den närmast orundade motsatsen till /œ, œː/ är centrala /ə, əː/, och inte /ɛ, ɛː/.
- /œː, ɔː/ förekommer endast i ett fåtal ord[32]
- Som ett fonem förekommer /æ/ i lånord lånade från engelska såsom pêl /pæl/ 'från engelskan pal, svenska: kompis', såsom vertrek /fərˈtræk/ 'avgång'. Som en allofon /ɛ/ innan /k, χ, l, r/, æ förekommer endast dialektalt, framförallt i  Transvaal och Fristatsprovinsen.[33]
- Som ett fonem förekommer /æː/ endast i ett fåtal engelska lånord (såsom grênd [græːnt] 'grand'), och framför  /k/ i vissa ord. [æː] förekommer också som en allofon /ɛː/ innan /r/ och vid sekvenserna /rs, rt, rd/.

| mellanvokal | orundad | ɪø, əi | ɪə |    |
| mellanvokal | rundad  | œi, ɔi | ʊə | œu |
| öppen       | orundad | ai     |    |    |

- /ɔi, ai/ förekommer endast i lånord.[35]

### Konsonanter
|               |               | Labiodental | Alveolar | Post- alveolar | Dorsal | Glottal |
| ------------- | ------------- | ----------- | -------- | -------------- | ------ | ------- |
| Nasal         | Nasal         | m           | n        |                | ŋ      |         |
| Klusil        | tonlös        | p           | t        | t͡ʃ             | k      |         |
| Klusil        | tonande       | b           | d        | (d͡ʒ)           | (ɡ)    |         |
| Frikativa     | tonlös        | f           | s        | ʃ              | χ      |         |
| Frikativa     | tonande       | v           | (z)      | ʒ              |        | ɦ       |
| Approximanter | Approximanter | v           | l        | j              |        |         |
| Rotiska       | Rotiska       |             | r        | r              |        |         |

- Alla obstruenter i slutet av ett ord är slutljudsskärpta, så att exempelvis en avslutande /d/ realiseras som [t].[36]
- /ɡ, dʒ, z/ förekommer endast i lånord [ɡ] är också en allofon till /χ/ i vissa tillfällen.[37]
- /χ/ är oftast uvular [χ ~ ʀ̥].[38] Velar [x] förekommer endast hos vissa talare.
- /r/ är vanligtvis en Alveolar tremulant [r] eller [ɾ]. I vissa delar av före detta Kapprovinsen realiseras såsom en uvular, antingen som en tremulant [ʀ] eller frikativ [ʁ].[39]

## Ortografi
Det kan dras många paralleller mellan afrikaans ortografi och den i nederländskan. Bägge språken använder sig dessutom av 26 bokstäver. 
I afrikaans har många konsonanter fallit bort från tidigare nederländsk stavning. Till exempel, slechts ('endast) i nederländskan har blivit slegs i afrikaans. Afrikaans och vissa nederländska dialekter gör ingen skillnad på /s/ och /z/, vilka två ljud flutit samman, följaktligen stavas det nederländska  zuid (syd) på afrikaans suid. Liknande, den nederländska digrafen ĳ uttalas normalt som /əi/ och stavas y i alla fall förutom då IJ ersätter det nederländska suffix –lijk vilket uttalas /lœk/ eller /lik/, såsom i waarschijnlijk > waarskynlik.
En annan skillnad är den indefinita artikeln, 'n på afrikaans och een på nederländska. En bok är 'n boek på afrikaans, var det antingen är een boek eller 'n boek i nederländskan. Denna 'n uttalas vanligen som svag betoning, [ə].
Diminutiv-suffixet i afrikaans är -tjie, emedan det inom nederländskan är -tje, därav är ordet bit i afrikaans bietjie och i nederländskan beetje. 
Bokstäverna c, q, x, och z existerar endast exklusivt i lån från franskan, engelskan, grekiskan och latin. Detta eftersom ord som vanligtvis stavades med c och ch i sin ursprungliga nederländska stavning k och g inom afrikaans. Liknande stavas det nederländska qu och x som kw och ks. Exempel på detta är ekwatoriaal istället för equatoriaal, och ekskuus istället för excuus.
Vokalerna med diakritiskt tecken som inte kan härledas till lånord är: á, é, è, ê, ë, í, î, ï, ó, ô, ú, û, ý. De diakritiska tecknen ignoreras när man bokstavsordnar, även om de fortfarande är viktiga. Till exempel geëet istället för tre e på rad bredvid varandra: *geeet, vilket går emot afrikaans grammatiska regler, eller sê, vilket översätts till "säga", medan se är en possessiv form. 

### Initiala apostrofer
Ett fåtal ord i afrikaans använder sig av initiala apostrofer. Inom modern afrikaans skrivs dessa ord alltid med gemener (förutom när hela ordet står med versaler). Andra fall där det uppstår apostrofer i ändelsen av ett ord är ovanliga i vardagligt tal, och uppträder oftast endast i poetisk text.
Här kommer ett par exempel på initiala apostrofer:
| Version med apostrofer | Vanlig version    | Översättning     | Kommentar                                        |
| ---------------------- | ----------------- | ---------------- | ------------------------------------------------ |
| 'k 't Dit gesê         | Ek het dit gesê   | Jag sade det     | Ovanlig, mer vanlig: Ek't dit gesê               |
| 't Jy dit geëet?       | Het jy dit geëet? | Har du ätit det? | Väldigt ovanlig                                  |
| 'n Man loop daar       |                   | En man går där   | Standardafrikaans uttalar 'n som en schwa-vokal. |

Apostrofer och det följande bokstaven ses som två separata tecken, och skrivs aldrig samman. Dock har ett sådant fall en Unicode-kod, ŉ.

## Ordförråd

### Nederländsk grundstam
Ungefär 95 % av afrikaans ordförråd kan härröras från nederländska med sin grund i den nederländska som de första kolonisterna talade. I och med att flertalet av kolonisterna var bönder och sjömän kan man finna många dialektala och begrepp kopplade till sjöfart i afrikaans (till exempel kombuis 'kök', nederländska keuken). Afrikaans har också behållit många nederländska ord, som idag ses som ålderdomliga i nederländskan (till exempel navorsing 'efterforskning' > nutida nederländska onderzoek) på samma sätt som många nederländska ord har genomgått i betydelseförskjutning i afrikaans, (till exempel pad 'stig' > 'Väg, gata, motorväg' eller: fontein 'källa', nederländska bron). Under 1900-talet har ordförrådet inom afrikaans vuxit enormt genom bland annat tekniska innovationer. Den sydafrikanska språkkommissionen för den statliga ekonomiska akademin har sedan 1917 arbetat med standardiseringar av en sydafrikansk grammatik med ordlistor och skrivregler. Vid bildandet av neologismer använder man sig oftast av nederländska som förebild.

### Andra språks påverkan

#### Malajiska
På grund av tidiga bosättningar av kapmalajer i Kapstaden, vilka idag enligt den sydafrikanska folkräkningsstatistiken går under namnet Coloured, har flertalet malajiska ord lyckats ta sig in i afrikaans. Vissa av dessa ord intog nederländskan via det folk som kom från Nederländska Ostindien, dagens Indonesien. Exempel på ord av malajiskt ursprung: 
- baie, vilket betyder 'mycket'/'många' (från banyak) är ett väldigt vanligt afrikaanskt ord som skiljer sig från sin nederländska motsvarighet veel eller erg.
- baadjie, afrikaans för jacka, där nederländskan skulle använda jas eller vest. Det nederländska ordet baadje anses nu vara föråldrat och används därav endast i skriftliga litterära texter.
- piesang, vilket betyder banan. Detta skiljer sig från det nederländska ordet banaan. Det indonesiska ordet pisang används också i nederländskan även om dess användning är mindre vanlig.

#### Portugisiska
Portugal har en lång historia av kontakt till folket i Sydafrika i och med handeln mellan Portugal och Indien där Sydafrika var en naturlig punkt på vägen. Under senare tid var Sydafrika dessutom ett vanligt mål för portugisisk emigration. Därav finnes det en hel del lånord från portugisiskan i afrikaans. Vissa ord som ursprungligen härrör från portugisiskan är sambreel ("paraply") från det portugisiska sombreiro, kraal ("boskapsinhägnad/kraal") från curral, och mielie ("majs", från milho). Ord som dessa har blivit såpass vanliga i Sydafrika att de även blivit vanliga i andra sydafrikanska språk. Vissa används även i nederländskan såsom sambreel "parasoll", även om dess användning är mindre vanlig och kan inneha en annorlunda betydelse. 

#### Khoisanspråk
- dagga, betyder cannabis[41]
- geitjie, betyder ödla, diminutivformen har anammats från khoikhoi-språket.[43]
- gogga, insekt, från det khoisiska xo-xo.
- karos, filt av djurskinn.
- kierie, käpp.[43]

Vissa av dessa ord existerar även inom nederländskan, dock med en mer specifik betydelse: assegaai betyder exempelvis kastspjut som används av sydafrikanska stammar och karos som på nederländska specifikt betyder sydafrikansk djurskinnsfil.

#### Bantuspråk
Lånord från de olika bantuspråken i afrikaans inkluderar namn på inhemska fåglar såsom mahem och sakaboela, och inhemska växter, som maroela och tamboekie(gras).
- fundi, från zulu umfundi menande  "elev" eller "student",[46] men brukade betyda någon som är student/expert av ett specifikt ämne, till exempel, Han är en språk-fundi.
- lobola, betyder brudköp med hänvisning till lobolo hos ngunispråken.[47]
- mahem, grå krontrana, känd i latin som Balearica regulorum.
- maroela, en mellanstor tvåbyggare, känd i latin som Sclerocarya birrea.[48]
- tamboekiegras, övergripande namn över arter av släktet Hyparrhenia.[49]
- tambotie, lövträd känd under sitt latinska namn Spirostachys africana.[50]
- tjaila / tjailatyd, en anpassning efter chaile, vilket betyder att gå hem eller att lägga av.[51]

#### Franska
Upphävandet av ediktet i Nantes den 22 oktober 1685 var av stor betydelse för Sydafrikas historia, då det inledde den stora utvandringen av hugenotter från Frankrike. Det uppskattas att mellan 250 000 och 300 000 protestanter lämnade Frankrike mellan 1685 och 1700; och enligt François Michel de Louvois hade 100 000 av dessa erhållit militär utbildning. En stor andel av dessa flyktingar kom att komma till Sydafrika. Hugenotterna bidrog med ett stort språkvetenskapligt bidrag till afrikaans, framförallt militär terminologi, så många av hugenotterna var med och stred under Die Groot Trek. 
| afrikaans  | franska      | svenska       |
| ---------- | ------------ | ------------- |
| advies     | avis         | åsikt         |
| alarm      | alarme       | alarm         |
| ammunisie  | munition     | ammunition    |
| amusant    | amusant      | rolig         |
| artillerie | artillerie   | artilleri     |
| ateljee    | atelier      | studio        |
| bagasie    | bagage       | bagage        |
| bastion    | bastion      | bastion       |
| bataljon   | bataillon    | bataljon      |
| battery    | batterie     | batteri       |
| biblioteek | bibliothèque | bibliotek     |
| faktuur    | facture      | faktura       |
| fort       | fort         | fort          |
| frikkadel  | fricadelle   | frikadeller   |
| musket     | mousquet     | musköt        |
| muur       | mur          | mur           |
| myn        | mine         | mina          |
| soldaat    | soldat       | soldat        |
| tante      | tante        | moster/faster |
| tapyt      | tapis        | matta         |
| tros       | trousse      | pung/påse     |

### Ord, fraser och räkneord
- Ja [jɑ:] - Ja
- Nee [ne:] - Nej
- Goeiemôre [xuiə'mɔ:rə] - Godmorgon
- Goeienag [xuiə'nax] - Godnatt
- Baie dankie ['bɑjə 'dɑŋki] - Tack så mycket
- Sterkte! ['stɛrktə] - Lycka till!
- Hoe gaan dit met jou? ['ɦu xa:n dət mɛt 'jou] - Hur mår du?
- Met my gaan dit goed [mɛt məi xa:n dət xut] - Jag mår bra
- Wat is jou naam? [vat əs 'jou 'na:m] - Vad heter du?
- Ek kan nie Afrikaans praat nie ['ɛk kɑn ni ɑfri'ka:ns prɑ:t ni] - Jag kan inte tala afrikaans
- Ek is lief vir jou ['ɛk əs 'lif fər 'jou] - Jag älskar dig
- Kan ek 'n bier kry, asseblief? [kɑn 'ɛk ə bir krəi ɑsə'blif] - Kan jag få en öl, tack?
- Maak gou-gou! ['mɑ:k xou-xou]  - Skynda på!

1. een [e:n]
2. twee ['tʋe:]
3. drie [dri]
4. vier ['fi:r]
5. vyf ['fəif]
6. ses ['sɛs]
7. sewe ['se:və]
8. agt ['axt]
9. nege ['ne:xə]
10. tien ['tin]

### Textexempel
1983 års översättning av Psalm 23:
Die Here is my Herder, ek kom niks kort nie.

Hy laat my in groen weivelde rus. Hy bring my by waters waar daar vrede is.

Hy gee my nuwe krag. Hy lei my op die regte paaie tot eer van Sy naam.

Selfs al gaan ek deur donker dieptes, sal ek nie bang wees nie, want U is by my. In U hande is ek veilig.
Alternativ översättning av Psalm 23: 
Die Here is my Herder, niks sal my ontbreek nie.

Hy laat my neerlê in groen weivelde; na waters waar rus is, lei Hy my heen.

Hy verkwik my siel; Hy lei my in die spore van geregtigheid, om sy Naam ontwil.

Al gaan ek ook in 'n dal van doodskaduwee, ek sal geen onheil vrees nie; want U is met my: u stok en u staf die vertroos my.
Herrens bön (Afrikaans senaste översättning):
Ons Vader in die hemel, laat U Naam geheilig word.

Laat U koningsheerskappy spoedig kom.

Laat U wil hier op aarde uitgevoer word soos in die hemel.

Gee ons die porsie brood wat ons vir vandag nodig het.

En vergeef ons ons sondeskuld soos ons ook óns skuldenaars vergewe het.

Bewaar ons sodat ons nie aan verleiding sal toegee nie; en bevry ons van die greep van die Bose.

Want van U is die koninkryk,

en die krag,

en die heerlikheid,

tot in ewigheid. Amen
Herrens bön (Originalöversättningen):
Onse Vader wat in die hemel is,

laat U Naam geheilig word;

laat U koninkryk kom;

laat U wil geskied op die aarde,

net soos in die hemel.

Gee ons vandag ons daaglikse brood;

en vergeef ons ons skulde

soos ons ons skuldenaars vergewe

en laat ons nie in die versoeking nie

maar verlos ons van die Bose

Want aan U behoort die koninkryk

en die krag

en die heerlikheid

tot in ewigheid. Amen

## Dialekter

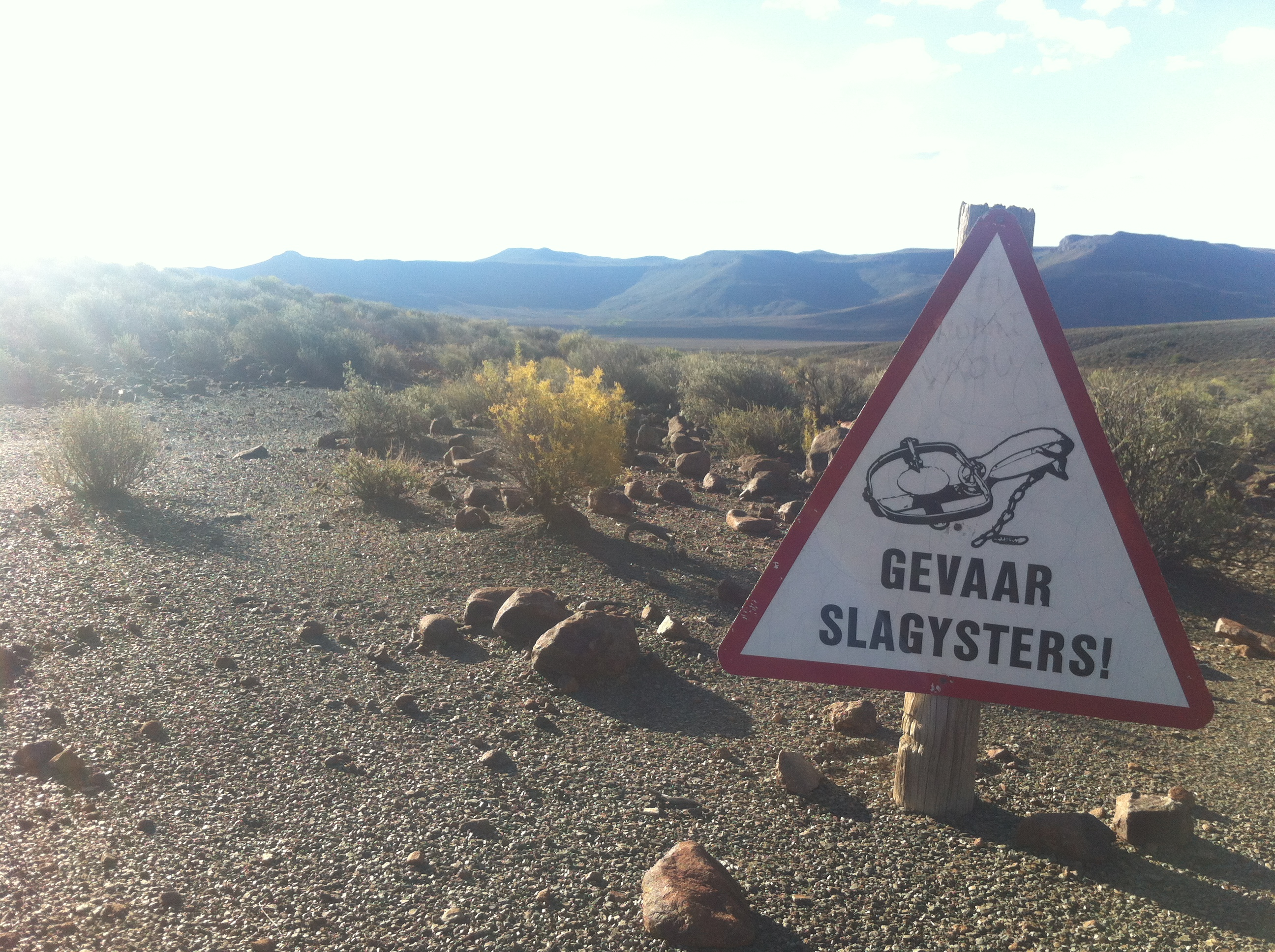
En varningsskylt som på afrikaans varnar för björnfälla (Gevaar Slagysters).

Enligt tidigare studier om dialekter inom afrikaans antogs det att det redan innan den stora massmigrationen under 1830-talet (afrikaans: Groot Trek) existerade tre stora dialektområden av det nederländska språket som talades i Kapkolonin. Dessa dialekter är nordkaps-, västkaps- och östkapsdialekten. Dialekten som talades i norra Kapprovinsen kan möjligtvis ha varit ett resultat av kontakt mellan nederländska bosättare och khoikhoi-folket mellan great karoo och Kunene, och den dialekt som talades i östra Kap som ett resultat av kontakt mellan nederländarna och xhosa-folket. Rester av dessa dialekter återfinns i dagens afrikaans även om standardiseringar i modern tid jämnat ut det mesta av dessa skillnader.    

### Kaapse Afrikaans
Begreppet Kaapse Afrikaans ("kapafrikaans") används ibland felaktigt för att hänvisa till hela västkapsdialekten. Begreppet används mer allmänt för en särskild sociolekt talad på Kaphalvön. Kaapse Afrikaans talades tidigare bland alla befolkningsgrupper. Dock har den blivit allt mer begränsad till de färgade-befolkningsgrupperna i Kapstaden och närliggande områden. Dock förstås kapafrikaans av en stor majoritet av modersmålstalare av afrikaans i Sydafrika. 
Kaapse Afrikaans har bevarat en hel del karaktärsdrag mer lika dem i nederländskan.
- Första person singular ik är precis som i nederländska i motsats till afrikaans ek
- Diminutivändelserna -tje, uttalas såsom i nederländskan och inte såsom i afrikaans /ki/.
- Användandet av formen seg (jämför nederländska zegt) i motsats till afrikaans sê

Kaapse Afrikaans innehar ett antal karaktärsdrag som normalt sett inte hittas i afrikaans.
- Uttalet av j, normalt /j/ som i nederländskans /dz/. Detta är ett av de starkaste karaktärsdragen hos Kaapse Afrikaans.
- Införandet av /j/ efter /s/, /t/ och /k/ vid efterföljandet av /e/, till exempel kjen som i standard afrikaans uttalas ken.

Inom Kaapse Afrikaans är det också vanligt med kodväxling mellan engelska och afrikaans, framförallt i innerstaden och låginkomstområdena i Kapstaden. 
Exempel på typisk Kaapse Afrikaans:
nederländska: En ik zeg (tegen) jullie: wat zoeken jullie hier bij mij? Ik zoek jullie niet! Nee, ga nu weg!
Kaapse Afrikaans: En ik seg ve' djille, wat soek djille hie' by my? Ik soek' ve' djille nie! Nei, gaat nou weg!
afrikaans: En ek sê vir julle, wat soek julle hier by my? Ek soek julle nie! Nee, gaan nou weg!
English: And I'm telling you, what are you looking for here? I'm not looking for you! No, go away now!
Svenska: Och jag säger till dig, vad söker du här hos mig? Jag söker dig inte! Nej, gå iväg nu!

### Oranjerivierafrikaans
Oranjerivierafrikaans ("Afrikaans vid den orangea floden") används ibland  för att beteckna dialekten som talas i den norra Kapprovinsen, men används oftare när man pratar om dialekten som talas i områdena omkring Upington. 
Några av karaktärsdragen hos Oranjerivierafrikaans är pluralformerna -goed (Ma-goed, meneergoed) varierar i uttal exempelvis kjerk ("kyrka") och gjeld (pengar) vilket indikerar ägande. 

### Dialekter utanför Sydafrika
Även om afrikaans huvudsakligen talas i Sydafrika och Namibia existerar mindre afrikaanstalande befolkningar i Argentina, Australien, Botswana, Brasilien, Kanada, Lesotho, Malawi, Nederländerna, Nya Zeeland, Swaziland, Förenade arabemiraten, Storbritannien, Irland, USA, Zambia och Zimbabwe. Flertalet afrikaanstalare som lever utanför Afrika är emigranter och deras avkommor.

## Status i dagens Sydafrika
| Province            | 1996  | 2001  | 2011  |
| ------------------- | ----- | ----- | ----- |
| Västra Kapprovinsen | 58,5% | 55,3% | 49,7% |
| Östra Kapprovinsen  | 9,8%  | 9,6%  | 10,6% |
| Norra Kapprovinsen  | 57,2% | 56,6% | 53,8% |
| Fristatsprovinsen   | 14,4% | 11,9% | 12,7% |
| KwaZulu-Natal       | 1,6%  | 1,5%  | 1,6%  |
| Nordvästprovinsen   | 8,8%  | 8,8%  | 9,0%  |
| Gauteng             | 15,6% | 13,6% | 12,4% |
| Mpumalanga          | 7,1%  | 5,5%  | 7,2%  |
| Limpopoprovinsen    | 2,6%  | 2,6%  | 2,6%  |
| Sydafrika           | 14,4% | 13,3% | 13,5% |

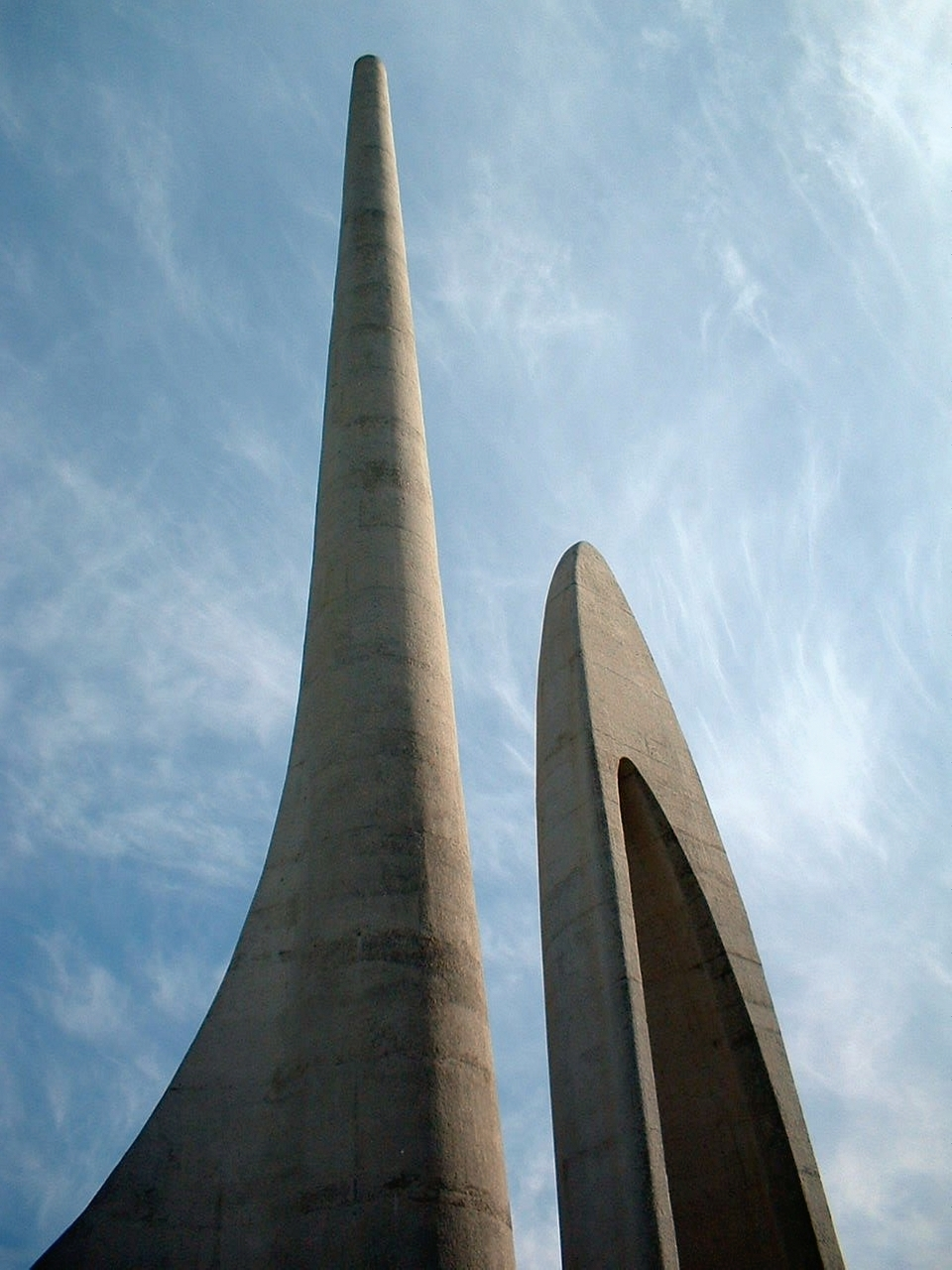
„Afrikaanse Taalmonument“, minnesmonument över afrikaans i Paarl, Västra Kapprovinsen.

Sedan avskaffandet av apartheidsystemet 1994 har afrikaans förlorat mycket av den privilegierade särställning som språket innehade. Det gäller såväl inom utbildningsväsendet, media och språkets generella status som huvudspråk i landet, när afrikaans nu delar statusen med tio ytterligare officiella språk. Icke desto mindre har afrikaans förblivit dominerande inom media - radio, nyheter och television, och efter engelskan det mest dominerande språket. Fler än 300 böcker på afrikaans utges varje år. Sydafrikansk folkräkning tyder på ett ökande antal av talare av afrikaans i alla nio provinserna, med totalt 6,85 miljoner talare 2011 jämfört med 5,98 miljoner talare årtiondet innan. Det sydafrikanska rasrelationsinstitutet SAIRR (The South African Institute of Race Relations) beräknar att majoriteten av det ökande antalet talare består av färgade sydafrikaner. Talare av afrikaans har högre anställningsgrad än andra sydafrikanska språkgrupper även om en halvmiljon ändå vara arbetslösa år 2012. 
Trots de utmaningar med degradering och emigration som afrikaans möter i Sydafrika förblir afrikaans konkurrenskraftigt i och med dess popularitet inom television, på internet och stor försäljning av såväl musik som nyheter på afrikaans. På senare tid kan ett uppsving skönjas sedan musik på afrikaans blivit allt mer populär, särskilt bland unga sydafrikaner. Likaså upplevs ett uppsving för afrikaans inom filmbranschen. 2007 släpptes den första långfilmen på afrikaans Ouma se slim kind sedan Paljas 1998. Flertalet kortfilmer och långfilmer såsom Poena is Koning och Bakgat har producerats och Skoonheid var Sydafrikas första bidrag på afrikaans vid Cannesfestivalen. Filmindustrin på afrikaans har börjat få ett internationellt erkännande genom stjärnor som Charlize Theron och Sharlto Copley som båda främjar sitt modersmål. 
2009 började Sydafrikas motsvarighet till public service, SABC, att åter sända på afrikaans. Man hänvisade till en växande marknad för afrikaans. I april 2009 började SABC3 sända TV-program och filmer på afrikaans. Det ökade stödet för språket kan härledas till den yngre generationens allt mindre politiska bild av afrikaans, där språket alltmer sällan ses som förtryckarnas språk. 
I Namibia minskade antalet talare av afrikaans från 11,4 procent (2001) till 10,4 procent (2011). Talarna är koncentrerade till Hardap (41,0%), ǁKaras (36,1%), Erongo (20,5%), Khomas (18,5%), Omaheke (10,0%), Otjozondjupa (9,4%), Kunene (4,2%) och Oshikoto (2,3%).
Afrikaans kan studeras vid många universitet utanför Sydafrika, däribland i Nederländerna, Belgien, Tyskland, Polen, Ryssland och USA.